# Grupo Rieserferner
El grupo Rieserferner ( en italiano: Gruppo delle Vedrette di Ries , en alemán: Rieserfernergruppe) es una cadena montañosa de los Alpes centrales austríacos. Junto con el Grupo Ankogel, el Grupo Goldberg , el Grupo Glockner, el Grupo Schober, el Grupo Kreuzeck, el Grupo Granatspitze, el Grupo Venediger y las Montañas Villgraten, el grupo forma parte del Alto Tauern. Las montañas Rieserferner se extienden por el estado austriaco de Tirol y la provincia italiana de Tirol del Sur ( región de Trentino-Tirol del Sur ). Las montañas se encuentran principalmente en Tirol del Sur, donde la mayor parte está protegida dentro del parque natural Rieserferner-Ahrn.
El grupo Rieserferner forma la parte más suroeste del Alto Tauern, sus estribaciones se extienden hacia el suroeste hasta Bruneck en el Valle Pusteria. Su nombre se deriva del Rieserferner, un glaciar en el flanco norte entre el Hochgall (cumbre más alta en el grupo a 3,436 metro slm ) y el Schneebiger Nock ( 3,358 m slm ).
El grupo Rieserferner es bastante pequeño en comparación con otras cordilleras alpinas. Sin embargo, es popular entre los escaladores y excursionistas debido a sus prominentes y escarpadas cumbres, parcialmente glaciadas.

## Montañas vecinas
El Grupo Rieserferner está delimitado por las siguientes otras cadenas montañosas de los Alpes:
- Grupo Venediger (al norte)
- Montañas Villgraten (al sureste)
- Dolomitas (al sur)
- Alpes de Zillertal (al oeste)

## Perímetro
Al norte, el monte Klammljoch constituye el límite. Al este, se extiende a lo largo del valle del Arventalbach, pasando por el Jagdhausalm, hasta su confluencia con el Schwarzach. En el oeste, el límite de la cordillera va desde el Klammljoch a lo largo del arroyo Klammlbach hasta su confluencia con el Knuttenbach. En el este, el límite continúa a lo largo del Schwarzach hasta su confluencia con el Staller Almbach. En el sureste y en el sur, recorre el Staller Almbach hasta el monte Staller. Desde allí, recorre el valle del Antholz hasta Olang, en el Pustertal, y baja por el Rienz hasta Bruneck. En el oeste, el límite está formado por los valles del Tauferer Tal y el Reintal. Continúa por el Knuttental hasta la confluencia con el Klammbach.
El Klammljoch une el Grupo Rieserferner con el Grupo Venediger. La sierra de Staller es el enlace con los montes Villgraten.

## Cumbres

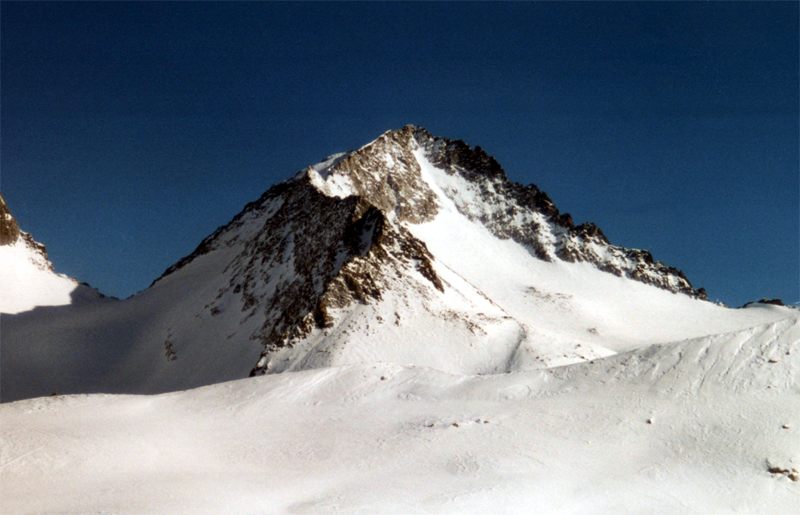
El Wildgall (3.272 m s.l.m.) con su arete noroeste, flanco oeste y arete suroeste visto desde el Rieserferner al oeste (febrero de 1997)

En el grupo Rieserferner hay alrededor de 30 puntos altos por encima de 3000 metros. Los picos más conocidos e importantes son los:
- Hochgall ( 3,436 metro slm )
- Schneebiger Nock 3,358 metro slm )
- Wildgall ( 3,273 metro slm )
- Magerstein 3,273 metro slm )
- Lenkstein 3,237 metro slm )
- Barmer Spitze ( 3,200 metro slm )
- Fenneregg ( 3,123 metro slm )
- Varita Schwarze ( 3,105 metro slm )
- Roßhorn ( 3,068 metro slm )
- Große Windschar (Lanebachspitz) ( 3,041 metro slm ), "piedra angular" occidental del grupo
- Dreieckspitze ( 3,041 metro slm ), el tres mil más septentrionales del grupo

## Literatura
- Werner Beikircher: Rieserfernergruppe (Alpenvereinsführer) Bergverlag Rother, 1983. ISBN 3-7633-1227-7